# 受胎告知の三連祭壇画 (ロレンツォ・モナコ)
『受胎告知の三連祭壇画』（じゅたいこくちのさんれんさいだんが、伊:  Trittico dell'Annunciazione、英: Annuciation Tryptich Trittico dell'Annunciazione）は、イタリアの国際ゴシック様式の画家、ロレンツォ・モナコによる板上のテンペラ画である。現在、フィレンツェにあるアカデミア美術館に収蔵されている。

## 歴史
この三連祭壇画は、フィレンツェのサン・プローコロ教会のために委嘱された。ルネサンス美術史家ジョルジョ・ヴァザーリは作品を見ていたが、ジョットに帰属した。 1864年にジョヴァンニ・バッティスタ・カヴァルカゼッレによりロレンツォ・モナコの作品として認められた。 制作時期としては1408年から1418年までの様々な制作年が挙げられている。本作はマサッチオが制作を開始していた時期の作品であるが、ルネサンス以前の中世の絵画の成果が見事に表現されている。
作品には元々異なる尖頭部分（おそらく預言者の頭部が描かれていた）と裾絵 (プレデッラ) があったが、現在では失われている。

## 概要
絵画には、金色の背景を共有する、尖頭部分が上にある三つのパネルに分割されたが場面がある。中央の絵画は、右側に衣服の下に微かに見える玉座にいる聖母マリアと、左側に浮遊している受胎告知の天使を描いている。聖母の後ろには二重のマリオン窓を含む家の一部があり、聖母の頭部の隣には聖霊の鳩がいる。
布地は複雑なアラベスクを特徴としており、おそらくゲラルド・スタルニーナとロレンツォ・ギベルティによって導入された国際ゴシック様式の影響を受けている。